# Commissario
Il commissario è un organo monocratico che può indicare:
- i membri degli organi collegiali denominati commissione;
- i funzionari, per lo più pubblici o internazionali, con attribuzioni variabili secondo gli ordinamenti, le epoche e i contesti.

L'ufficio al quale tali funzionari sono preposti è detto commissariato. Talvolta si utilizza il titolo di alto commissario e, allora, l'ufficio cui è preposto è detto alto commissariato.

## Ordinamenti del passato
Il termine era inizialmente utilizzato per indicare chi ricopriva un ufficio in virtù di una commissione, ossia di un incarico temporaneo del sovrano. In questo senso Jean Bodin gli contrapponeva la figura dell'ufficiale che, a differenza del commissario, ricopriva un ufficio ereditato o acquisito in virtù della venalità delle cariche, molto diffusa nella Francia dell'Ancien Régime e negli altri stati europei dell'epoca.
Il commissario era spesso uno strumento del centralismo monarchico: per il suo tramite il monarca poteva controllare l'operato dei funzionari proprietari dell'ufficio ricoperto, i quali, in virtù della sicurezza derivante da tale proprietà, tendevano ad assumere un atteggiamento di maggiore indipendenza dalla corona. La figura più nota e caratteristica di commissario del Re nella Francia dell'Ancien Régime era rappresentata dagli Intendant, in italiano intendenti.

## Ordinamenti attuali

### Organi temporanei
L'origine storica spiega il motivo per cui tuttora la denominazione di commissario (così come quella di commissione per gli organi collegiali) è frequentemente, anche se non esclusivamente, utilizzata per designare organi temporanei. Si possono citare quali esempi, con riferimento all'ordinamento italiano, i commissari straordinari, ai quali il ministero o l'ente vigilante attribuisce in via straordinaria l'amministrazione di enti pubblici o privati in sostituzione degli organi ordinari, oppure il cosiddetto commissario prefettizio, al quale è affidata l'amministrazione straordinaria di un comune o di una provincia in caso di scioglimento del consiglio. Sempre nell'ordinamento italiano è detto commissario ad acta l'organo straordinario nominato dal giudice amministrativo o dalla stessa pubblica amministrazione per il compimento di un atto obbligatorio in caso di omissione o rifiuto da parte dell'organo ordinariamente competente.

### Membri di organi di governo
In Italia gli alti commissari sono organi nominati per far fronte ad esigenze particolari, di carattere temporaneo o straordinario, che, seppur non previsti dalla Costituzione, possono essere considerati componenti del Governo. Sono preposti ad un alto commissariato, che non fa parte di alcun ministero, e direttamente coordinati dal Presidente del Consiglio dei ministri. Possono partecipare alle riunioni del Consiglio dei ministri ma non hanno diritto di voto. Il titolo viene utilizzato con un significato simile anche in Francia.
Nell'Unione europea sono detti commissari i membri della Commissione europea, l'organo posto al vertice dell'esecutivo dell'Unione.
In Unione Sovietica, fino al 1946, erano detti commissari del popolo i ministri; erano preposti ad un dicastero denominato commissariato del popolo e l'organo collegiale che li riuniva era detto Consiglio dei commissari del popolo.
Negli Stati Uniti sono detti commissari i membri, eletti dal popolo, dell'organo collegiale (denominato board of commissioners o county commission) che governa talune contee riunendo competenze analoghe a quelle del consiglio e della giunta negli enti territoriali italiani. In alcuni stati federati (Minnesota, Alaska, Tennessee e Stato di New York) i commissari sono membri del gabinetto del governatore preposti a dipartimenti dell'amministrazione statale; figure, dunque, assimilabili ad un ministro.

### Rappresentanti del governo
Il titolo di commissario o alto commissario viene utilizzato in certi ordinamenti per designare il funzionario che rappresenta il governo in una circoscrizione territoriale, con un significato quindi analogo a governatore o prefetto.
In alcuni ordinamenti, come in Canada, Belgio, Francia e fino al 2001 in Italia è, o era prevista, la figura del commissario del governo; ad esempio in Belgio vi è il Commissaire du gouvernement.
In Lussemburgo il commissario di distretto, nominato dal governo, è il rappresentante dello stesso nel distretto, la suddivisione amministrativa di livello più elevato del paese.
In Belgio il commissario d'arrondissement, nominato dal governo regionale, è il rappresentante dello stesso, oltre che del governo della comunità e del governo federale, nell'arrondissement, suddivisione amministrativa della provincia, alle dipendenze del governatore di questa.
Erano detti alti commissari taluni rappresentanti del governo in colonie o protettorati. Nell'Impero britannico, in particolare, l'alto commissario rappresentava il governo in un protettorato, mentre il rappresentante del governo in una colonia aveva di solito il titolo di governatore; potevano anche essere nominati dei commissari generali ai quali facevano capo più alti commissari o governatori. In Italia il titolo di Alto Commissario fu attribuito al rappresentante del governo nell'Africa Orientale Italiana fino al 1936, quando assunse il titolo di viceré.
Sono detti alti commissari gli agenti diplomatici, di solito con rango di ambasciatore, che i paesi membri del Commonwealth si scambiano in luogo degli ambasciatori; a differenza di questi ultimi sono formalmente considerati rappresentanti del governo e non del capo dello stato.

### Funzionari di polizia
Il titolo di commissario è utilizzato in molti ordinamenti per designare funzionari di polizia. Tuttavia, mentre nei paesi anglosassoni è detto commissioner of police (in alternativa a chief constable o chief of police) il funzionario posto al vertice di un corpo di polizia, altrove (specialmente in Francia e nei paesi che ne hanno adottato il modello amministrativo, tra cui l'Italia) quello di commissario è un grado intermedio, assimilabile ad un ufficiale inferiore o superiore delle forze armate (ad esempio, in Italia le qualifiche di vice commissario, commissario e commissario capo della Polizia di Stato equivalgono ai gradi di sottotenente, tenente e capitano dei Carabinieri, che sono Ufficiali inferiori).

## Ufficiali delle forze armate
Nell'Unione Sovietica il commissario politico era un ufficiale incaricato dal partito comunista di supervisionare un'unità militare svolgendo opera di propaganda e vigilando che le decisioni del partito fossero eseguite. La figura era ed è presente anche in altri stati comunisti e in alcune formazioni resistenziali o rivoluzionarie.
Nelle forze armate dei paesi latini (Francia, Italia, Spagna, Portogallo, Argentina ecc.) sono detti commissari gli ufficiali che sovrintendono ai servizi amministrativi (logistica, approvvigionamenti, gestione finanziaria ecc.) e che costituiscono il cosiddetto commissariato militare; ad esempio in Italia c'è il Corpo di commissariato dell'esercito italiano.